# Hieronim Wierzbowski (1648–1712)
Hieronim Wierzbowski herbu Jastrzębiec (ur. 15 lipca 1648 roku w Dalikowie, zm. 29 maja 1712 najprawdopodobniej w Poznaniu) – polski duchowny katolicki, kustosz warszawski, wikariusz generalny poznański, prepozyt kapituły katedralnej poznańskiej w latach 1671–1712, kustosz kapituły katedralnej poznańskiej w latach 1667–1671, kanonik kapituły katedralnej poznańskiej w 1667 roku, opat lubiński i kanonik kapituły katedralnej poznańskiej w latach 1696–1699, oficjał poznański, biskup pomocniczy i administrator diecezji poznańskiej, tytularny biskup Fessee, sekretarz Jego Królewskiej Mości w 1674 roku.

## Życiorys
Był siódmym z kolei dzieckiem chorążego większego łęczyckiego i starosty szadeckiego Łukasza Wierzbowskiego z Dalikowa i Ewy Kossowskiej z Głogowej.
W wieku 14 lat został oddany przez ówczesnego referendarza koronnego i opata paradyskiego Stefana Wierzbowskiego, który zajmował się jego wychowaniem do dworu króla Jana Kazimierza Wazy na wychowanie.
W 1666 r. został przez ks. stryja odebrany od dworu i wstąpił w stan duchowny. Pierwsze święcenia otrzymał od nuncjusza apostolskiego w Polsce Opizzio Pallaviciniego. Pod koniec tego roku wyjechał wraz z krewnym Zygmuntem Wierzbowskim, synem Hieronima pod opieką wojewody kaliskiego Jana (młodszego) Opalińskiego do Rzymu.
Gdy w 1669 r. wrócił z Rzymu,  za sprawą stryja biskupa Stefana Wierzbowskiego otrzymał kustodię warszawską (zarezerwowaną od niego już od 1667 r.)
W 1670 r. otrzymał prowizję na probostwo katedralne poznańskie, a rok później odprawił w swojej rodzinnej miejscowości – Dalikowie mszę prymicyjną przy tamtejszym „cudownym obrazie”. W miarę wieku a także i sprawą stryja, biskupa Stefana Wierzbowskiego osiągał kolejne stopnie w hierarchii kościelnej – wikariusza generalnego i oficjała poznańskiego.
W 1674 roku był elektorem Jana III Sobieskiego z województwa łęczyckiego. Był deputatem duchownym kapituły katedralnej poznańskiej na Trybunał Główny Koronny w 1674 i 1675 roku.
Delegat kapituły katedralnej poznańskiej na sejm 1676 i 1685 roku.
Święcenia biskupie przyjął w 1682 r. za zgodą papieża z rąk biskupa Stefana Wierzbowskiego i Stanisława Jana Witwickiego. Pełnił odtąd funkcję biskupa sufragana, a po śmierci biskupa Witwickiego także administratora diecezji poznańskiej.
Jego posługa biskupia w diecezji ograniczała się do funkcji czysto pomocniczych. Wspierał w czasie swego pontyfikatu O.O. Marianów, a także:
- 13 lipca 1687 dokonał konsekracji kościoła u o.o. karmelitów Bosych w Poznaniu
- 26-28 października 1689 r. był jednym z uczestników synodu poznańskiego
- 8 września 1698 r. dokonał konsekracji kościoła w Gostyniu
- 1700 – ufundował kościół w Mącznikach (obecnie w gm. Środa Wielkopolska, powiat średzki
- 1700 – ufundował kościół w Rogalinku

Pochowany w katedrze śś. Apostołów Piotra i Pawła w Poznaniu.